# 山口粧太
山口 粧太（やまぐち しょうた、1964年12月5日 - ）は、日本の俳優。愛知県名古屋市出身。有限会社K＆Aがエージェント業務をしている。

## 人物
身長170cm。血液型はA型。姉がいる。特技は書道。中学生時代からスポーツはバスケットボール、スキーに打ち込んでいた。
愛知県立昭和高等学校卒業後、劇男一世風靡入団。
以前はenjoy所属（業務提携先はバグジーヒーローズクラブ）だった。

## 出演

### 映画
- 天河伝説殺人事件（1991年） - 水上和鷹 役
- 難波金融伝・ミナミの帝王劇場版part III（1994年）
- WINDS OF GOD（1995年） - 袋金太/福本貴士海軍少尉 役

### テレビドラマ
- 太陽にほえろ!PART2 第3話「老犬ムク」（1986年、NTV・東宝） - 七曲署巡査 役
- ジャングル（1987年、NTV・東宝） - 磯崎正一 役
- あの夏に抱かれたい（1989年、NTV）
- 勝手にしやがれヘイ!ブラザー 第2話（1989年、NTV） - 飯岡健三 役
- 東京ストーリーズ 愛しの宅配ピザ（1990年、CX）
- ラブストーリーは突然に『見合い専科』（1991年、CX）
- 愛という名のもとに（1992年、CX）
- 大人は判ってくれない（1992年、CX）
- 憎しみに微笑んで（1993年、TBS）
- 金曜時代劇 十時半睡事件帖（1994年、NHK）
- さすらい刑事旅情編 第7シリーズ 第21話（1994年、ANB）
- はだかの刑事（1993年、NTV）
- 西遊記 第11話「未来を見通す家なき子」（1994年、NTV） - 周 役
- 横浜フランス橋殺人事件（1994年、TBS）
- 豊臣秀吉 天下を獲る!（1995年、TX） - 福島正則 役
- 江戸の用心棒II 第7話「悪事千里を走る」（1995年、NTV） - 半次・直次役（二役）
- 風の刑事・東京発! 第20話（1995年、ANB） - 千葉白浜署・菊池刑事 役
- 銭形平次 第5シリーズ 第9話「祭りの夜」（1995年、CX） - 秀役
- 刑事追う!（1996年、TX・東映） - 横山刑事役
- さむらい探偵事件簿 第13話「おさらばニッポン!」（1996年、NTV）
- 幸福の予感（1996年、THK制作・CX系） - 柴田恒彦
- 流れ板七人（1997年、ANB）
- 南町奉行事件帖 怒れ!求馬（1997年、TBS）
- 暴れん坊将軍シリーズ（ANB / 東映）
  - 暴れん坊将軍VIII 第14話「箱根湯けむりに浮かぶ陰謀」（1998年） - 黒田達之助 役
  - 暴れん坊将軍X 第12話「一度死んだ私!仕舞湯に入る女の秘密」（2000年） - 文吉役
  - 暴れん坊将軍XI 第9話「命を懸けた献上刀」（2001年） - 三五郎 役
  - 暴れん坊将軍XII 第6話「怪盗キツネ小僧!裏切られた幼な心!!」（2002年） - 立花策伝(伊三郎) 役
- 庭師サッちゃん（1998年、NHK）
- 大岡越前 第15部 第22話「餅騒動の名裁き」（1999年2月15日、TBS / C.A.L） - 与吉 役
- 御家人斬九郎 第4シリーズ 第9話「追われもの」（1999年、CX / 映像京都） - 清太郎 役
- リング〜最終章〜（1999年、CX）
- 金曜時代劇 しくじり鏡三郎（1999年、NHK）
- 金曜エンタテイメント「ダブルカップル探偵〜会津若松美女連続殺人事件〜」（1999年6月25日、CX） - 大聖寺聡 役
- 愛の流星（1999年、THK制作・CX系） - 石山正治役
- 金曜特別ロードショー 七曲署捜査一係'99（1999年、NTV） - 広野誠 役
- 12時間超ワイドドラマ 次郎長三国志（2000年、TX） - 無鉄砲の才次郎 役
- お見合い放浪記 第10話（2002年、NHK）
- 子連れ狼 第4話「死闘!一刀対90人の無法者」（2002年、ANB） - 矢坂新三郎 役
- 愛のソレア（2004年、THK制作・CX系）
- よい子の味方（2004年、TBS） - 五十嵐徹役
- 八丁堀の七人 第7シリーズ 第4話「張り込まれた女!?過去からきた脅迫者!!」（2006年、EX） - 藤吉 役
- 金曜エンタテイメント
  - 「浅見光彦シリーズ23」（2006年、CX） - 智秋次郎
- 功名が辻（2006年、NHK） - 森長可 役
- 水曜ミステリー9
  - 「神楽坂署生活安全課4」（2008年） - 村西孝明
  - 「刑事吉永誠一 涙の事件簿9」（2012年） - 豊田医師
- 水戸黄門第40部 第2話「好色強欲の悪党ども-日光-」（2009年8月3日、TBS）
- 土曜時代劇 オトコマエ!2 第12回「不肖の孫」ゲスト（2009年11月28日、NHK）
- 相棒（EX）
  - season8　第9話「仮釈放」（2009年12月16日） - 牧野刑務官 役
  - season11　第1話「聖域」（2012年10月10日） - 鯨井晋平 役
  - season23　第12話 「細かいことが気になる患者」（2025年1月22日）- 寺田昌己院長 役
- 土曜時代劇 まっつぐ〜鎌倉河岸捕物控〜 第7-8話（2010年6月、NHK） - 丹三 役
- 火曜サスペンス劇場（NTV系）
  - 震える目・通勤快速電車衝動殺人事件（1995年）
  - 「警視庁鑑識班9」（2000年） - 松崎将夫
- 土曜ワイド劇場（ANB/EX系）
  - 赤と青の殺意（1993年）合田勝 役
  - 銀河鉄道に乗る逃亡者（1996年）
  - タクシードライバーの推理日誌16（2002年） - 北川真司
  - おとり捜査官・北見志穂12「ニセ人妻 連続殺人 金髪の男の怪しい影…一夜妻に扮した美人女刑事に絶体絶命のワナ!」（2007年） - 山崎刑事
  - 人類学者・岬久美子の殺人鑑定シリーズ（2010年 - ） - 織田省吾[4]
- 地味にスゴイ! 校閲ガール・河野悦子（2016年、NTV）

### Vシネマ
- 実録 新選組（2006年） - 服部武雄
- 甲州プリズン 刑務所 2（2006年）
- 実録・銀座警察 義侠（2008年）全2作 - 警視庁捜査二課 カツムラ
- 侠宴 〜実録・阿形充規の半生〜（2009年）全2作 - 森金吾(吉侠一家原組舎弟井崎義史の舎弟)
- 殺しの挽歌（2010年）全2作 - 稲原組幹部
- 裏盃の軍団（2010年） - 大門組舎弟頭 泉組組長 泉陽一郎
- 実録・大阪 ミナミの顔(ツラ)（2010年） - 鮫島組若頭 井筒拓斗
- 極道の紋章14（2011年） - 金沢 天馬組組員
- 極秘潜入捜査官D.D.T.（2011年） - 港西警察署 警視正 前田
- 抗争の黙示録（2012年）
- 荒らぶる侠（2013年）
- 日本やくざ抗争史 関東城北戦争（2014年） - 明倫連合秋吉会幹部
- 日本統一10（2015年） - 憂国義勇党代表 猪塚正美
- プラチナ代紋3（2016年） - 闘友会柴田組組長 柴田義之
- 日本統一42・43（2020年） - 関山ハウス社長 倉見

### テレビCM
- ワーナー・ランバート「クロレッツ」
- ケンタッキーフライドチキン「カマンベールフォカッチャ」（1998年） - 店長 役
- 大王製紙「エリス」
- 花王 「健康エコナ」
- 高橋酒造「白岳しろ」